# گیا مانتگنا
 گیا مانتگنا (انگلیسی: Gia Mantegna؛ زادهٔ ۱۷ آوریل ۱۹۹۰) یک هنرپیشه اهل ایالات متحده آمریکا است. وی از سال ۲۰۰۳ میلادی تاکنون مشغول فعالیت بوده‌است.
از فیلم‌ها یا برنامه‌های تلویزیونی که وی در آن نقش داشته است می‌توان به رفتن از ۱۳ به ۳۰، سرزمین منجمد ، شاهزاده، عمو نینو و آپارتمان ۱۴۳ اشاره کرد.